# Андропомп
Андропомп (на старогръцки: Ἀνδρόπομπος; Andropompos) в древногръцката митология е цар на Месения, син на Бор, внук на Пентил и Анхироя, правнук на Пориклимен (синът на Нелей, син на Посейдон).
Андропомп е женен за Хениоха, потомка на Адмет, от царската фамилия от Фере в Тесалия, и е баща на Мелант.
Той убива в двубой цар Ксант от Тива.
Според Страбон Андропомп основава йонийския град Лебедос на Егейско море в Мала Азия.